# Marcelo Grohe
Marcelo Grohe   (Campo Bom, 13 de gener de 1987) és un futbolista brasiler que juga com a porter. Després d'una dotzena de temporades al Grêmio de Porto Alegre, va fitxar pel Al-Ittihad FC Jeddah saudí. L'any 2015 va disputar dos partits amb la selecció del Brasil.
El 30 de juny de 2024, Grohe es va unir al recentment ascendit club de la Saudi Pro League Al-Kholood.